# Edin Dino
Edin Dino (30 de agosto de 1992) es un deportista bosnio que compite en voleibol adaptado. Ganó una medalla de plata en los Juegos Paralímpicos de París 2024.

## Palmarés internacional
| Juegos Paralímpicos | Juegos Paralímpicos | Juegos Paralímpicos | Juegos Paralímpicos      |
| Año                 | Lugar               | Medalla             | Competición              |
| ------------------- | ------------------- | ------------------- | ------------------------ |
| 2024                | París (Francia)     | Medalla de plata    | Torneo masculino sentado |